# Alexander Lippisch

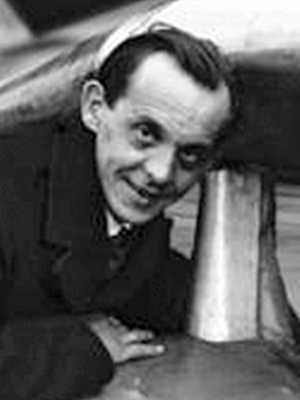
Alexander Lippisch (vermutlich 1932)

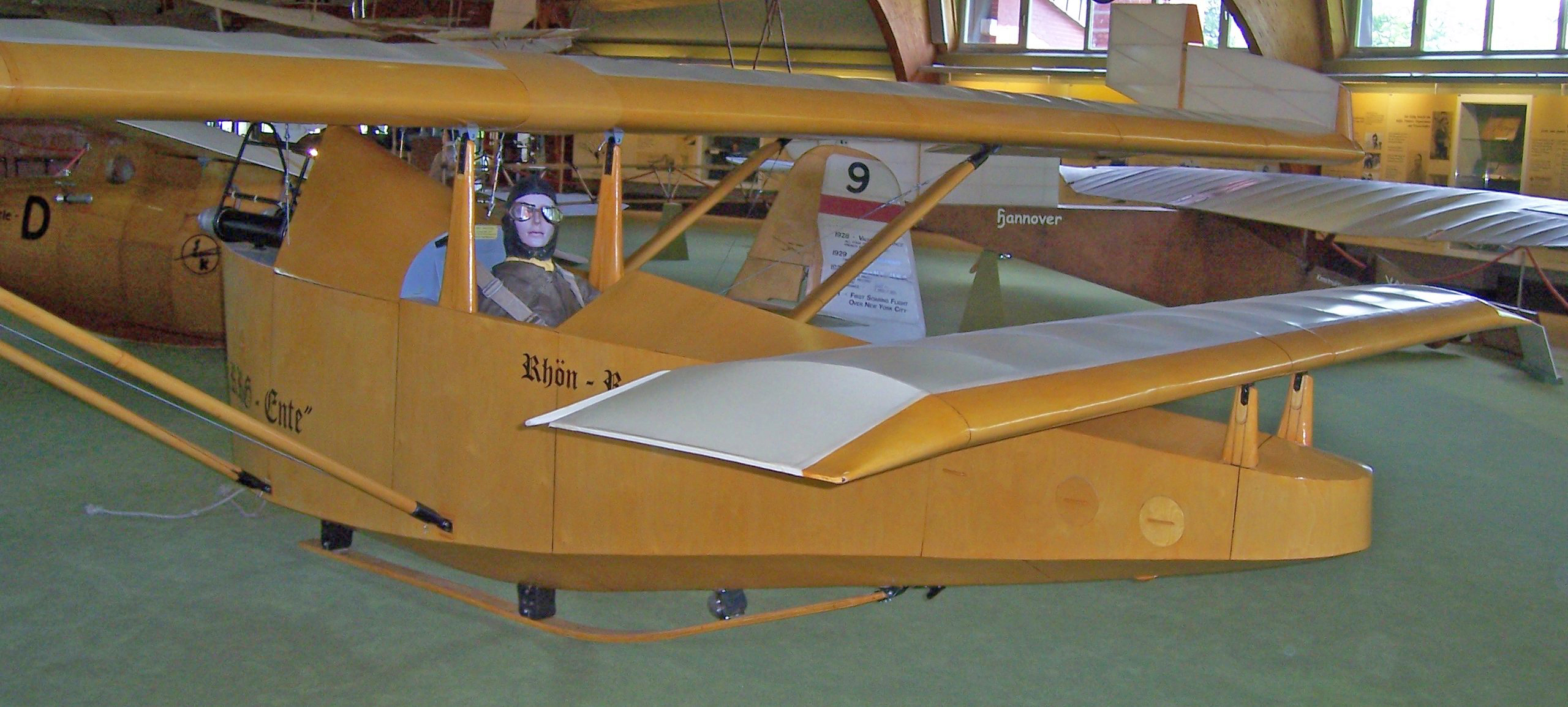
RRG Raketen-Ente von Alexander Lippisch 1928 (Nachbau im Deutschen Segelflugmuseum mit Modellflug)

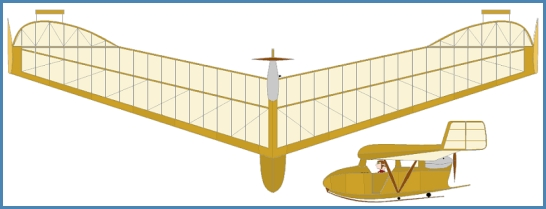
RRG Storch V 1929

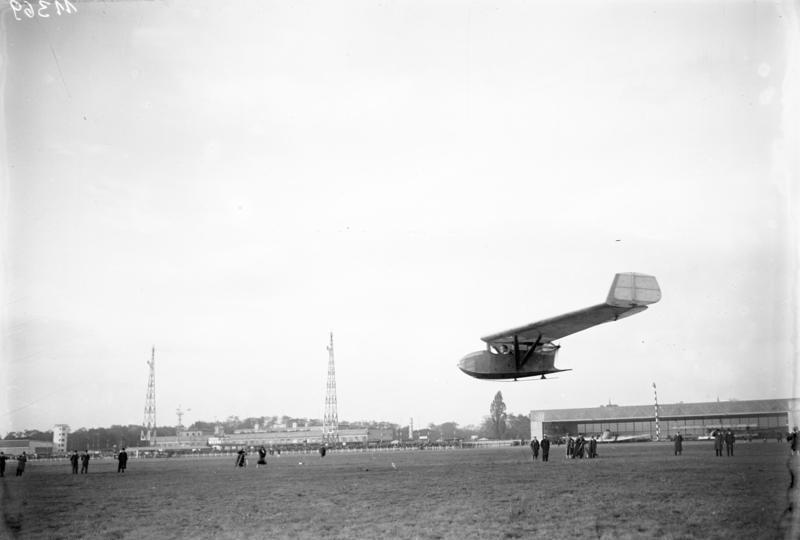
RRG Storch V in Berlin-Tempelhof

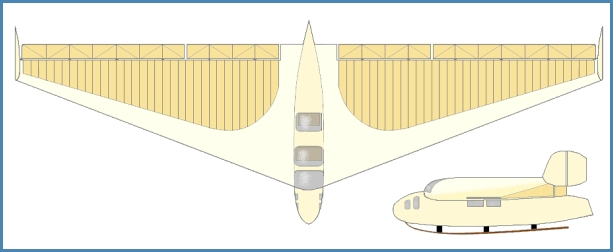
Delta 1 als Gleiter 1930

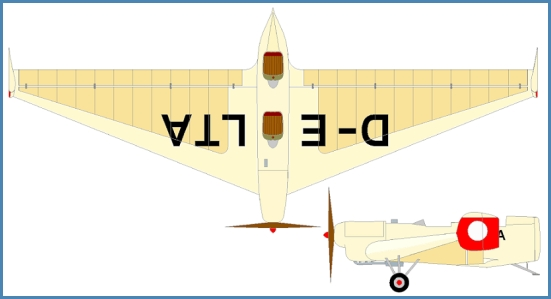
Delta 3

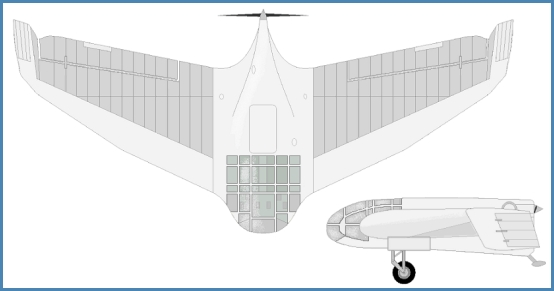
DFS40 Delta V 1937

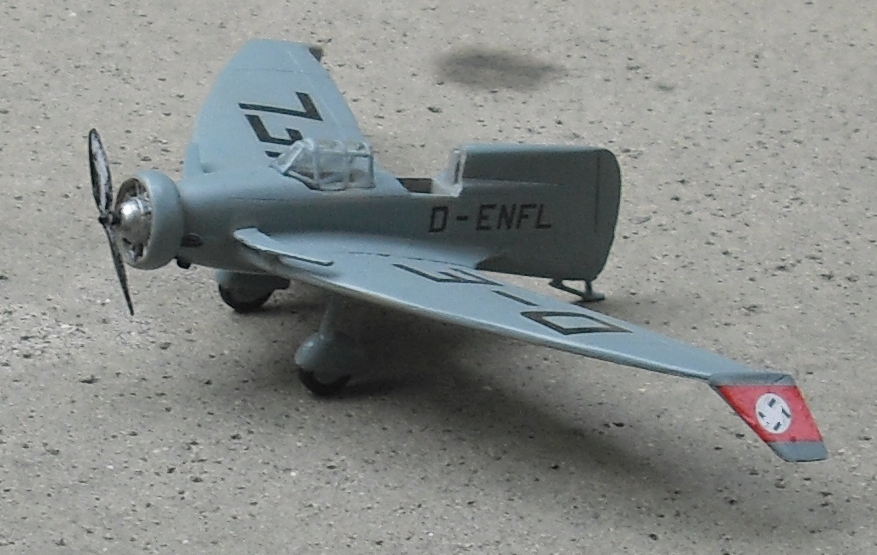
Modell der DFS 39 (Delta IVc) von 1935

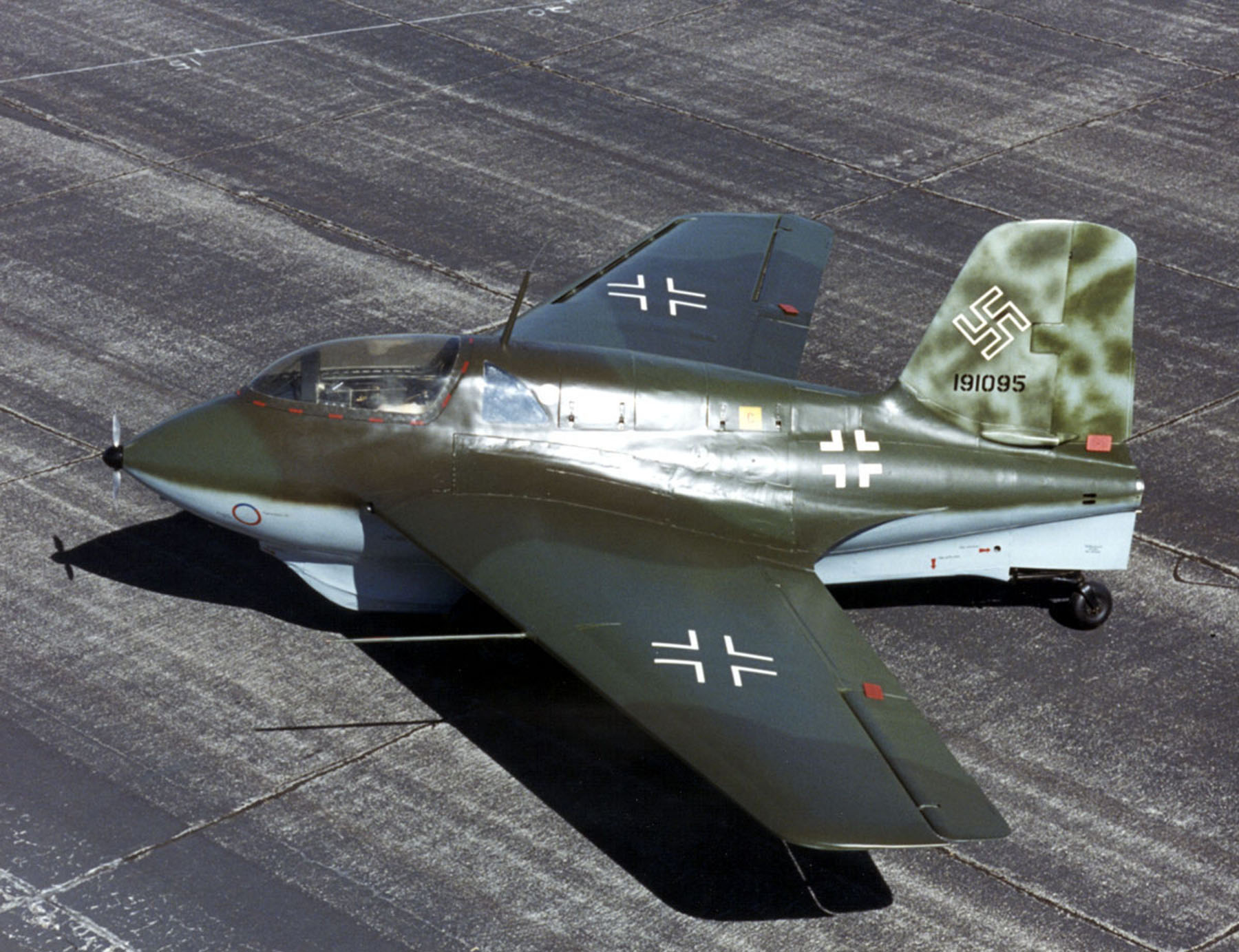
Messerschmitt Me 163 B von 1943/44 im National Museum of the United States Air Force

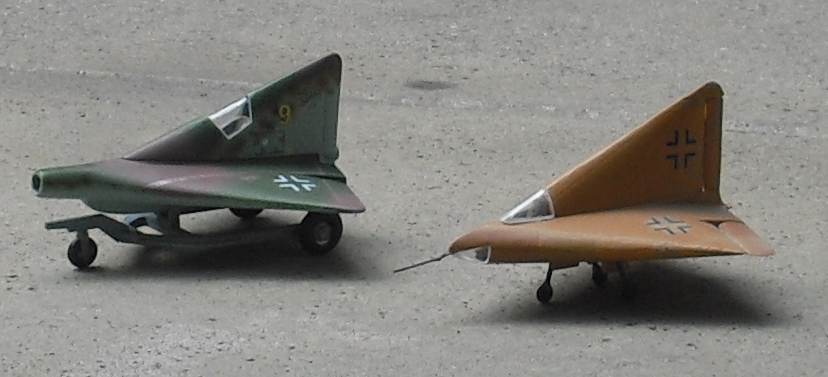
Lippisch Entwürfe von 1944/45; DM-1 (rechts) und P13a (links) auf Startwagen. (Foto von Modellen dieser Entwürfe)

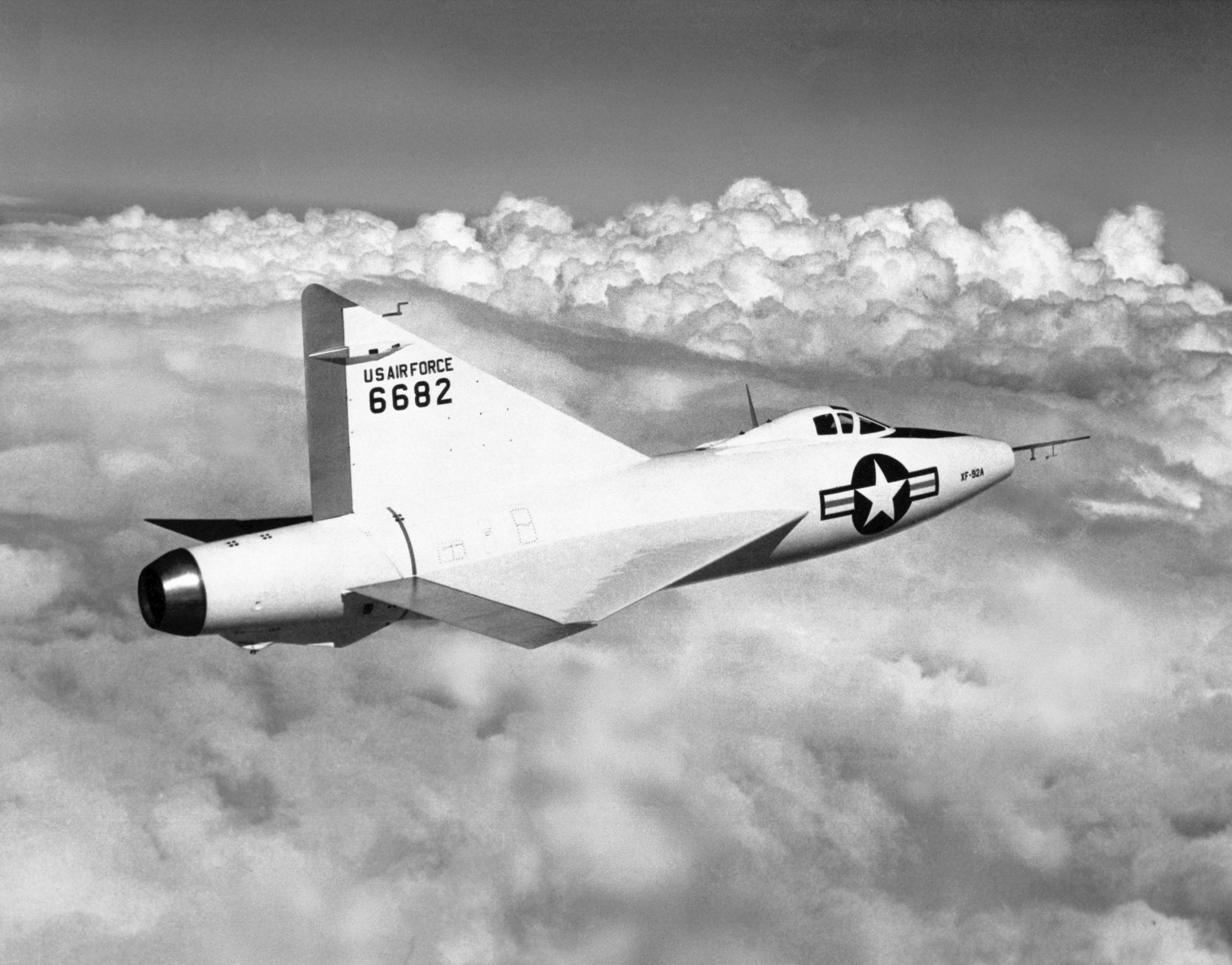
Convair XF-92A 1953 im Flug

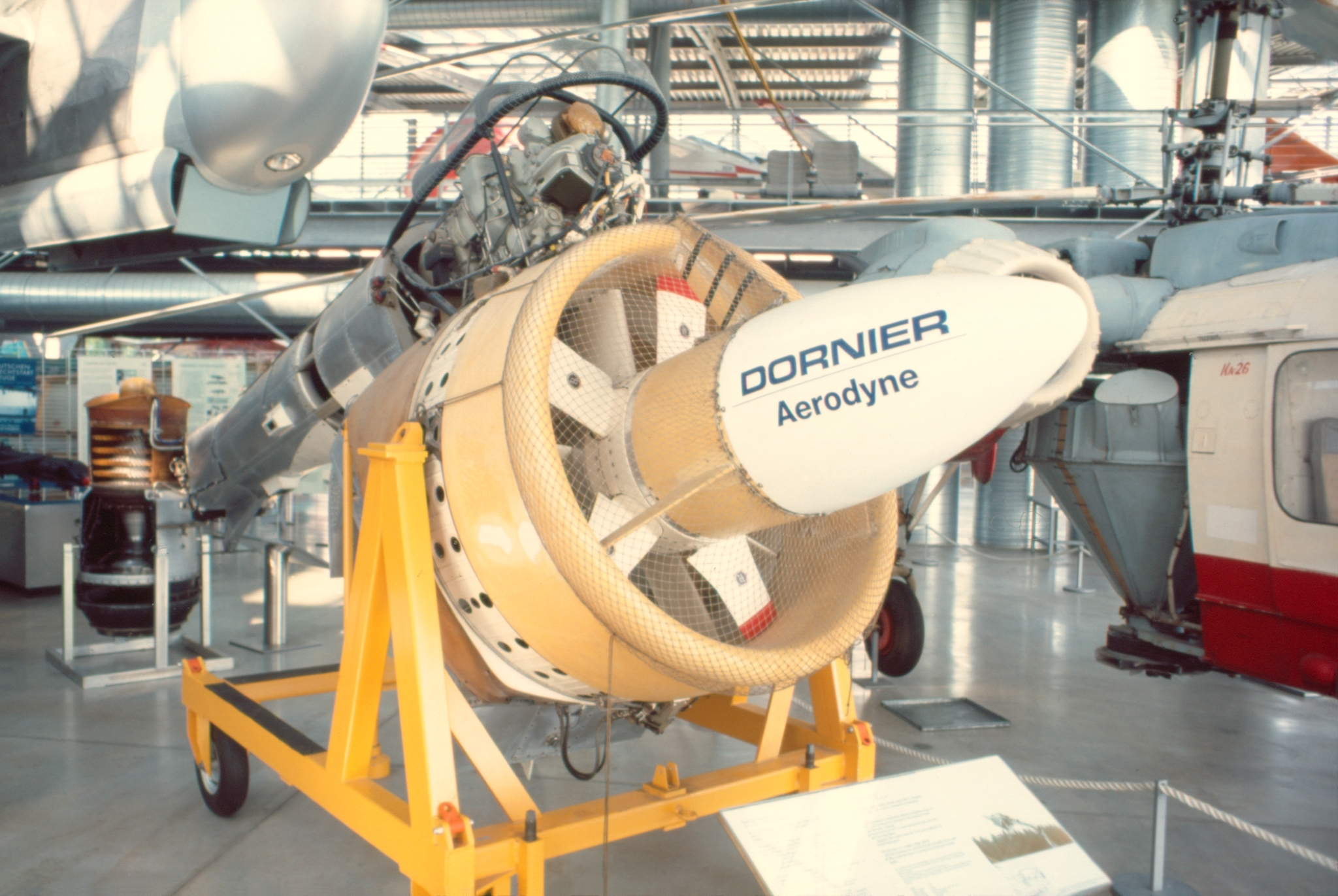
Dornier Aerodyne E1 von 1972 auf dem Transportgestell als Exponat in der Flugwerft Schleißheim

Alexander Martin Lippisch (* 2. November 1894 in München; † 11. Februar 1976 in Cedar Rapids, Iowa, USA) war ein in Deutschland und den USA tätiger deutscher Flugzeugkonstrukteur. Er war ein Wegbereiter der schwanzlosen Flugzeuge, der Raketenflugzeuge und des Leistungssegelflugzeugbaus. Insbesondere entwickelte er die ersten flugtauglichen Deltaflügel-Maschinen.

## Herkunft
Seine Eltern waren der Maler Franz Lippisch (1859–1941) und dessen Ehefrau Clara Commichau (1856–1942), eine Tochter des Industriellen Rudolf Commichau aus Białystok und der Blanca von Hane. Franz Lippisch war Mitbegründer der Berliner Sezession und lebte später als Landschaftsmaler in Jamlitz (Niederlausitz);  auch seine Tochter Bianca Commichau-Lippisch (1890–1968), die Schwester von Alexander Lippisch, war Malerin.

## Familie
Lippisch heiratete 1926 Katharina Stamer (1903–1938) und nach deren Tod 1939 Gertrud Luise Knoblauch (1914–1991). Aus der ersten Ehe stammen seine Söhne Hangwind und Georg, aus der zweiten seine Töchter Sibylla und Bianca.
Begraben ist Alexander Lippisch auf dem Friedhof von Nonnenhorn am Bodensee. Seine Trauerfeier wurde zu einem Treffen der „Alten Adler“, zahlreicher seiner früheren beruflichen Wegbegleiter aus Zeit der Entwicklung des Segelfliegens auf der Rhön und der Entwicklung der ersten Flugzeuge mit Deltaflügel.

## Leben
Lippisch war 1915–1918 im Ersten Weltkrieg Luftbildfotograf und Kartograph. Er begann seine Laufbahn als Flugzeugkonstrukteur und Aerodynamiker bei den Zeppelin-Werken unter Claude Dornier. 1922 baute er mit Gottlob Espenlaub den schwanzlosen Gleiter Espenlaub E2. Er sammelte Erfahrungen im Segelflugbereich unter anderem als Leiter des Konstruktionsbüros der Rhön-Rossitten-Gesellschaft (RRG) und spezialisierte sich dort bald auf die Entwicklung schwanzloser Flugzeuge wie der Storch-Serie (Storch I bis IX + DFS 38 „Quo Vadis“) und der Delta-Serie (Delta 1 bis Delta IVc = DFS 39) und DFS 40 „Delta V“.
Neben seinen schwanzlosen Entwürfen entstanden zahlreiche revolutionäre Normalsegelflugzeuge wie die „Professor“ (der Professor-Prototyp „Rhöngeist“ wurde Sieger beim Rhön-Segelflugwettbewerb 1928), die „Wien“ oder der DFS Fafnir von 1931 bzw. Fafnir II „Sao Paulo“. Dabei hatte sein Assistent Hans Jacobs die Aufgabe, die Detailkonstruktionen auszuarbeiten. Nach Jakobs Übernahme des Referats Segelflugzeugbau bekam Lippisch einen eigenen Bereich speziell für schwanzlose Flugzeuge. Als Test- und Entwicklungspiloten standen ihm Günther Groenhoff und später Heini Dittmar und Rudolf Opitz zur Verfügung.
Eines der von ihm betreuten Projekte bei der RRG war der „Delta IV“-Flugzeugtyp. Die Delta IV bzw. Fieseler F3 Wespe erwies sich als problematischer Entwurf, ging mehrfach zu Bruch und wurde immer wieder aufgebaut und verbessert. Durch die Zusammenarbeit mit Dittmar gelang es nach und nach, die Probleme der Nurflügel-Aerodynamik zu beherrschen. Als die Maschine als DFS 39 ihre Kinderkrankheiten überwunden hatte, war Lippischs Wissen über schwanzlose Konstruktionen erheblich gewachsen. Lippisch selbst bezeichnete die DFS 39 (und nicht die DFS 194) als den wahren Vorläufer der Me 163.
1928 hatte sein Entenflugzeug Ente mit Fritz Stamer am Steuer den ersten Flug mit Strahlantrieb (Pulverraketen) durchgeführt. Inzwischen hatte man sich speziell bei Heinkel mit Flüssigkeitsraketen auseinandergesetzt und mehrere He-112-Zellen mit einem solchen Zusatzantrieb ausgerüstet und mit Erich Warsitz am Steuer getestet.
Auf Lippischs vielfältige Beiträge zur aerodynamischen Verbesserung von Flugzeugen gehen u. a. die erstmals in der Serie angewendeten Flügelrandklappen (Winglets) des Strahljägers He 162 Salamander zurück, die auch „Lippisch-Ohren“ genannt wurden.

### Projekt X
Da die schwanzlose Bauweise ideal für Raketenflugzeuge erschien, wurde der ursprünglich als schwanzloses Propellerflugzeug konzipierte Entwurf DFS 194 für die Rolle eines Versuchsträgers für einen Flüssigkeits-Raketenmotor modifiziert. Die militärische Weiterentwicklung des sogenannten Projekt X zu einem Abfangjäger mit Raketenantrieb führte im Januar 1939 zur Angliederung von Lippischs Konstruktionsbüro (als Abteilung-L) an die Messerschmitt-Werke in Augsburg. Zeitgleich arbeitete man bei Heinkel „halboffiziell“ an der He 176, die ein halbes Jahr später mit Erich Warsitz am Steuer zum ersten Mal abhob. Das Reichsluftfahrtministerium (RLM) zeigte sich wenig beeindruckt von Heinkels Alleingang und Ernst Udet verbot weitere Versuche mit diesem Flugzeug, denn das Projekt X hatte in dieser Angelegenheit Priorität.
Die Flugerprobung der DFS 194 mit Raketentriebwerk wurde ab Sommer 1941 begonnen. Es wurde ein Walter R 1-203-Raketentriebwerk mit 300 kp (2,9 kN) Schub verwendet, mit dem das Flugzeug 550 km/h erreichte. Die DFS 194 war ein Vorläufermodell der Messerschmitt Me 163 und ähnelte bereits stark deren erstem Prototyp Me 163 A V4. Die ersten Flugversuche mit der Me 163 A ergaben hervorragende Flugeigenschaften und Dittmar erreichte im Gleitflug Geschwindigkeiten von über 800 km/h. Udet wohnte einem dieser Testflüge in Augsburg bei und war beeindruckt. Jetzt drängte das RLM auf die schnellstmögliche Entwicklung eines Einsatzmusters und genehmigte den Bau von 70 Prototypen.
Allerdings verschlechterte sich das Verhältnis zwischen Messerschmitt und Lippisch; und noch bevor die Me 163 B ihren ersten Flug mit Triebwerk absolviert hatte, verließ Lippisch die Messerschmitt-Werke. 1943 wurde er an die Spitze des Luftfahrt-Forschungsinstituts in Wien (Wiener Neustadt) gestellt. Dort experimentierte er unter anderem mit dem Konzept des Deltaflügels und mit Staustrahltriebwerken, die Kohlenstaub als Treibstoff benutzen sollten. Hierfür entwarf er den wegweisenden Prototyp Lippisch P.13a. Lippisch wurde im März 1943 an der Ruprecht-Karls-Universität Heidelberg von Udo Wegner und Ludwig Wesch mit der als „geheim“ eingestuften Dissertation Flugmechanische Beziehungen des Flugs mit Strahlenantrieb promoviert.
Mit ihm für das Projekt kam der Mathematiker Hermann Behrbohm zur Halbzeit (und setzte die Halbzeit für Messerschmitt in Oberammergau fort, wo die Entwicklungsaktivitäten nach den Luftangriffe auf Augsburg am 25. Februar 1944 in die unterirdische Anlage verlegt wurden).

### Nachkriegszeit
Nach dem Zweiten Weltkrieg wurde Lippisch im Rahmen der Operation Overcast von den USA rekrutiert. Er wurde dort als Berater für das Air Materiel Command eingesetzt. Zwar taucht sein Name auf keinem offiziellen NACA-Dokument auf, doch hat er mit großer Wahrscheinlichkeit an den Windkanalversuchen mit der DM-1 in Langley mitgewirkt, deren Prototyp noch bis zum Kriegsende realisiert und nach dem Krieg zu Windkanaltests in die Vereinigten Staaten gebracht worden war.
1950 wechselte Lippisch zur Collins Radio Company, die zu der Zeit eine eigene Flugzeugabteilung unterhielt, und blieb dort bis 1964. 1963 beim Collins Hydrodynamic Laboratory war er der Erste, der teilweise erfolgreiche Versuche mit einem Bodeneffektfahrzeug X-112 unternahm. 1969 setzte Lippisch seine Versuche in Deutschland bei Rhein-Flugzeugbau fort, und 1970 unternahm sein Entwurf RFB X-113 den ersten erfolgreichen Flug eines Bodeneffektfahrzeuges. 1972 flog der unbemannte Dornier Aerodyne, der unter der Beteiligung von Lippisch bei Dornier entwickelt worden war. Kurz nach Lippischs Tod nahm 1977 die RFB X-114 die Erprobung auf. Nach Lippischs Tod wurden seine Erkenntnisse für die Entwicklung und Erprobung von neuen Bodeneffektflugzeugen weiterverwendet. Gegenwärtig werden weltweit mehrere Projekte verfolgt, deren Form auf den ersten Prototyp X-112 zurückgehen.

## Wirkung
Seine Entwürfe und konzeptionellen Vorstellungen beeinflussten maßgeblich die Entwicklung von Jagdflugzeugen bei der Consolidated Vultee Aircraft Corporation. Als erstes entstand hier die Convair XF-92 als Prototyp. Aus dieser wurden die Convair F-102 und als Folgemuster die Convair F-106 als erfolgreiche Jagdflugzeuge in Serie gebaut. Ebenfalls aus der Auslegung als Deltaflügel entstand der überschallschnelle strategische Bomber Convair B-58. Diese Flugzeuge stellten allesamt eine Reihe von Luftfahrtrekorden auf, die zum Teil noch heute Bestand haben.

### Bedeutung für die Deltaflügel- und Überschallflugkonzepte
Obwohl die Lippisch P.13a nie geflogen ist, hatten sie und Lippischs Forschung und Entwicklung eine große Bedeutung für die Entwicklung der Deltaflügel, den Überschallflug und Überschall-Deltaflügel-Jagdflugzeuge.
Diese spätere Entwicklung wurde im Schatten des Kalten Krieges und des Atomkriegrüstens von Regierungen in den 1950er Jahren finanziert (siehe Schwedischer Verteidigungsbeschluss 1958), um strategische Bomber wie Tupolew Tu-16 schnell anzugreifen, bevor sie ihre Ziele erreichten. Das Lippisch-Deltaflügelkonzept erwies sich im Hochgeschwindigkeitsflug als sehr stabil und effizient.
Die Forschung in den Büros von Messerschmitt und Lippisch wurde fortgesetzt:
- Lippisch setzte die Arbeit von Convair fort, nachdem er in die USA eingewandert war. Convair entwickelte die Convair F-102.
- Hermann Behrbohm arbeitete ab 1946 für das BEE (Französisches Institut für aerodynamische Forschung und Entwicklung) mit Operationen in Emmendingen und Weil am Rhein, in der Französischen Besatzungszone in Deutschland. In Zusammenarbeit mit den Franzosen entwickelte er später die Dassault Mirage.
- Hermann Behrbohm arbeitete ab 1951 für Saab, Linköping, Schweden, wo er bedeutende Beiträge für die Saab 35 Draken und Saab 37 Viggen Überschall-Deltaflügel-Jagdflugzeuge und die Entwicklung der Flugkonzepte Deltaflügel und Überschallflug leistete. In Zusammenarbeit mit Behrbohm bei Saab arbeitete Bertil Dillner an den Konzepten.
- Bertil Dillner wanderte 1967 in die USA aus und begann mit dem Überschall-Boeing 2707 SST-Passagierjet (1967–1972) für Boeing Commercial Airplanes in Seattle, USA und Hyperschall Luftfahrt beim Wiedereintritt von Space Shuttle zu arbeiten. Dillner war von 1972 bis 1981 Chefingenieur für Aerodynamik bei Boeing Commercial Airplanes. Von 1981 bis 1988 war er bei Boeing Defense, Space and Security in Seattle als aerodynamischer Chefingenieur von 1981 bis 1985, und als Chefingenieur von 1985 bis zu seiner Pensionierung 1988 beschäftigt.